# Temelucha tenerifensis
Temelucha tenerifensis là một loài tò vò trong họ Ichneumonidae.